# Lilla Svinnaren
Lilla Svinnaren är en sjö i Västerviks kommun i Småland och ingår i Storån-Botorpsströmmens kustområde. Sjön har en area på 0,137 kvadratkilometer och ligger 26,2 meter över havet. Sjön avvattnas av vattendraget Hörtingerumsbäcken.

## Delavrinningsområde
Lilla Svinnaren ingår i det delavrinningsområde (640470-154088) som SMHI kallar för Inloppet i Hjorten. Medelhöjden är 39 meter över havet och ytan är 7,91 kvadratkilometer. Det finns inga avrinningsområden uppströms utan avrinningsområdet är högsta punkten. Avrinningsområdets utflöde Hörtingerumsbäcken mynnar i havet. Avrinningsområdet består mestadels av skog (72 procent) och jordbruk (15 procent). Avrinningsområdet har 0,38 kvadratkilometer vattenytor vilket ger det en sjöprocent på 4,8 procent.